# S Pictoris
S Pictoris är en pulserande variabel av Mira Ceti-typ (M) i stjärnbilden Målaren.
Stjärnan varierar mellan visuell magnitud +6,5 och 14,0 med en period av 422 dygn.